# Ahmed e le Macchine dell'Oblio
Ahmed e le Macchine dell'Oblio (Ahmed and the Oblivion Machines) è un racconto per ragazzi dell'autore statunitense Ray Bradbury del 1998.

## Trama
Ahmed è un ragazzo, figlio di un carovaniere, che una notte, mentre viaggia con la carovana di suo padre, guardando il cielo fantastica di volare e finisce col cadere dal cammello. Quando rinviene scopre che la carovana ha proseguito senza accorgersi della sua assenza; dopo aver trovato per caso la statua bronzea di un'antica divinità sepolta nella sabbia, bagnandola con le lacrime del suo pianto dirotto l'implora di salvarlo. La statua prende vita, dichiarando di essere "Gonn-ben-Allah. Gonn il Magnifico. Guardiano dei Fantasmi dei Nomi Perduti".
Gonn si libra in volo portando il ragazzo con sé e mostrandogli luoghi e popolazioni che gli erano sconosciuti, cosa che rappresenta per Ahmed una situazione di crescita personale. Gli spiega di essere stato dimenticato e di aver perduto gran parte dei suoi poteri perché gli uomini non sognano più, preda come sono delle "Macchine dell'Oblio", che gli appaiono sotto la forma delle macchine volanti su cui aveva fantasticato.
Gonn riconduce Ahmed alla carovana e, nel congedarsi, lo esorta a non perdere di vista i suoi sogni e gli dice che sarà sempre con lui in spirito. Ahmed, mentre riposa nella tenda dopo aver riabbracciato suo padre, sogna sé stesso adulto ai comandi di un aeroplano.